# Mario Masanés
Mario Masanés Jimeno (nascido em 18 de setembro de 1927) é um ex-ciclista chileno que participou em três eventos nos Jogos Olímpicos de Londres 1948.